# Poniatowa
Poniatowa är en stad belägen cirka 30 kilometer väster om Lublin i Lublins vojvodskap i östra Polen. År 2012 hade Poniatowa 9 776 invånare.

## Historia
Hösten 1941 etablerade SS i Poniatowa ett läger för sovjetiska krigsfångar. Året därpå omvandlades det till ett arbetsläger för judar. Lägret likviderades slutgiltigt under Aktion Erntefest i början av november 1943 och lägrets omkring 14 000 fångar mördades.